# Gare de Mourmelon-le-Petit
La gare de Mourmelon-le-Petit est une gare ferroviaire française de la ligne de Châlons-en-Champagne à Reims-Cérès, située sur le territoire de la commune de Mourmelon-le-Petit, dans le département de la Marne en région Grand Est.
Elle est mise en service en 1857 par la Compagnie des chemins de fer de l'Est. C'est une gare de la Société nationale des chemins de fer français (SNCF), desservie par des trains du réseau TER Grand Est.

## Situation ferroviaire
La gare de Mourmelon-le-Petit est située au point kilométrique (PK) 196,068 de la ligne de Châlons-en-Champagne à Reims-Cérès, entre les gares de Sept-Saulx et de Bouy. Son altitude est de 107 m.

## Histoire

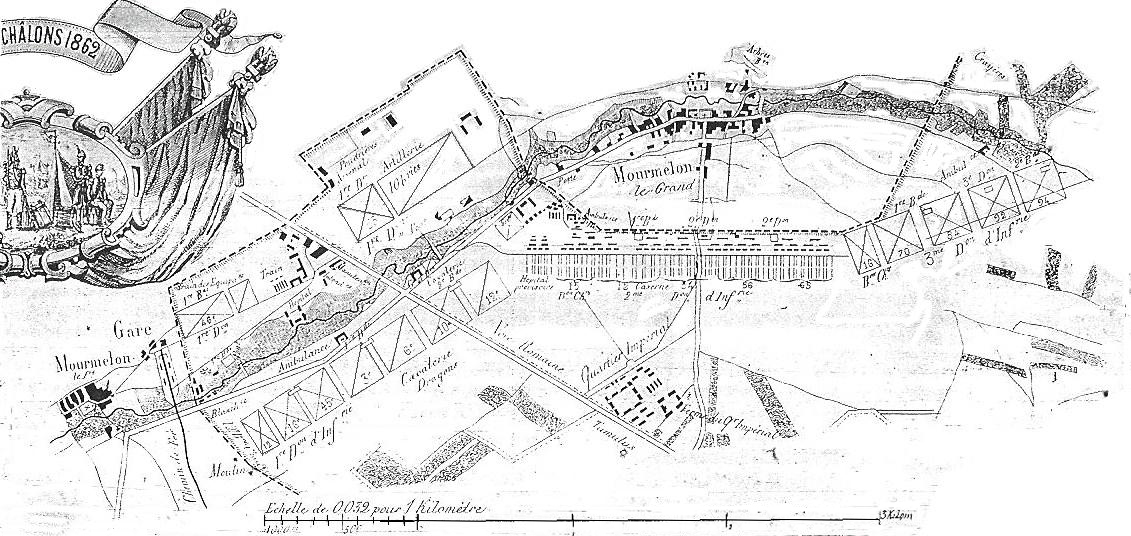
En 1857 il est visible que la gare est un terminus.

La station terminus de l'embranchement de Châlons à Mourmelon est mise en service le 14 octobre 1857 lors de l'ouverture de la ligne à voie unique prévue pour la desserte du camp militaire de Châlons.

## Fréquentation
Selon les estimations de la SNCF, la fréquentation annuelle de la gare figure dans le tableau ci-dessous.
| Année     | 2015   | 2016   | 2017   | 2018   | 2019   | 2020   | 2021   | 2022   | 2023    | 2024    |
| --------- | ------ | ------ | ------ | ------ | ------ | ------ | ------ | ------ | ------- | ------- |
| Voyageurs | 76 858 | 72 917 | 79 372 | 72 417 | 79 829 | 54 197 | 58 985 | 87 074 | 104 083 | 111 725 |

## Service des voyageurs

### Accueil
Gare SNCF, elle dispose d'un bâtiment voyageurs avec un guichet ouvert du lundi au vendredi. Elle est équipée d'un automate pour les titres de transport TER.

### Desserte
Mourmelon-le-Petit est desservie par les trains TER Grand Est qui effectuent des missions entre les gares : de Reims et de Châlons-en-Champagne ; de Reims et de Dijon-Ville.

### Intermodalité
Un parc pour les vélos et un parking pour les véhicules y sont aménagés.